# Jollibee Foods Corporation
Jollibee Foods Corporation (сокращенно JFC ; также известная как Jollibee по названию своего основного бренда быстрого питания) — филиппинская транснациональная компания, базирующаяся в Пасиге, Филиппины. JFC является владельцем бренда быстрого питания Jollibee .
Благодаря успеху своего флагманского бренда JFC приобрела некоторых из своих конкурентов в сфере быстрого питания на Филиппинах и за рубежом. По состоянию на январь 2016 года у JFC было в общей сложности более 3000 магазинов по всему миру. Это также крупнейшая в мире основанная в Азии компания быстрого питания.

## Предпосылки
В 1975 году Тони Тан Кактионг и его семья открыли кафе- мороженое Magnolia на Куабо, Кесон-Сити которое считается первым магазином Jollibee. Торговые точки Magnolia, принадлежащие клану Tan Caktiong, начали предлагать горячие закуски и бутерброды по запросу клиентов, которые, как выяснила семья, были более популярными, чем мороженое франшизы. В 1978 году семья решила отменить франшизу Magnolia и преобразовать кафе-мороженое, которыми они управляли, в точки быстрого питания.
Jollibee Foods Corporation была зарегистрирована в январе 1978 г.
Jollibee пережила стремительный рост. Компания смогла противостоять появлению McDonald’s на Филиппинах в 1981 году, сосредоточившись на специфических вкусах филиппинского рынка, которые отличались от американской компании быстрого питания. 13 июля 1993 года JFC была зарегистрирована на Филиппинской фондовой бирже.
В 2011 году JFC открыла 260 новых магазинов, из которых 167 были на Филиппинах. Таким образом, общее количество магазинов компании на конец декабря 2011 года составило 2001. В том же году Jollibee закрыла сеть ресторанов Manong Pepe в пользу Mang Inasal и продала Délifrance компании CaféFrance. За границей Jollibee открыла 93 магазина, во главе с Yonghe King в Китае (70) и Jollibee во Вьетнаме (11). В 2013 году Jollibee открыла свои первые магазины в Вирджиния-Бич, штат Вирджиния, а также в Хьюстоне, штат Техас. Оба места были выбраны из-за сильного филиппинского присутствия. Офис в пригороде Чикаго Скоки, штат Иллинойс, открылся в июле 2016 года. Год спустя 18 марта 2017 года Jollibee открыла свой первый ресторан во Флориде, расположенный в Джексонвилле.

## История приобретения

### Филиппинские бренды

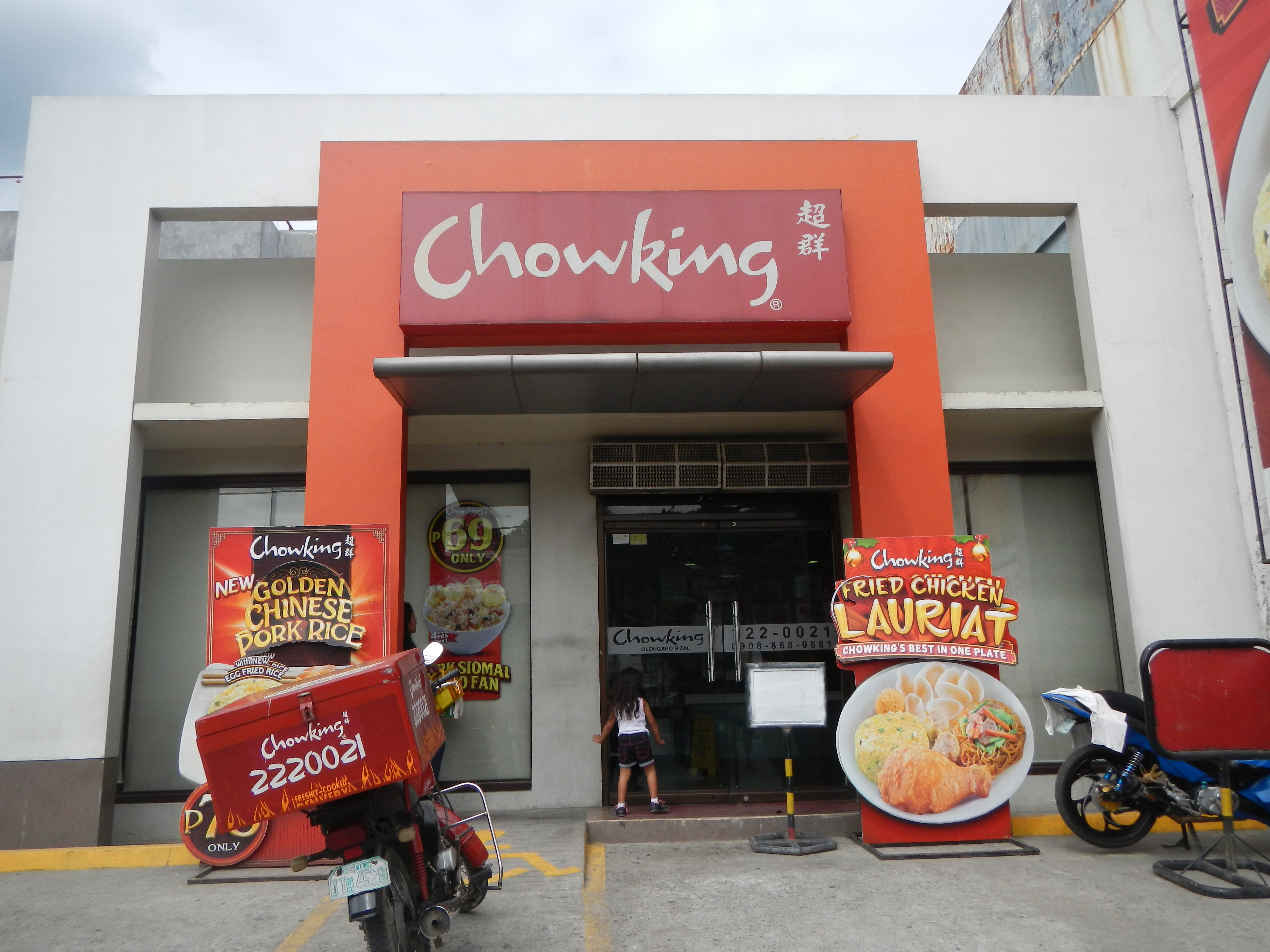
Chowking, один из брендов сети быстрого питания компании.

В 1994 году компания приобрела 80 % Greenwich Pizza . После 50 филиалов Гринвич постепенно занял прочные позиции в сфере общественного питания. В начале 2006 года Jollibee Foods Corp. выкупила оставшиеся акции своих партнеров в Greenwich Pizza Corp., эквивалентные 20 % акций, за 384 миллиона песо наличными.
19 октября 2010 года Jollibee приобрела 70 % акций Mang Inasal, филиппинской пищевой сети, специализирующейся на приготовлении цыплят-барбекю, за 3 миллиарда песо (68,8 миллиона долларов).

### Иностранные бренды

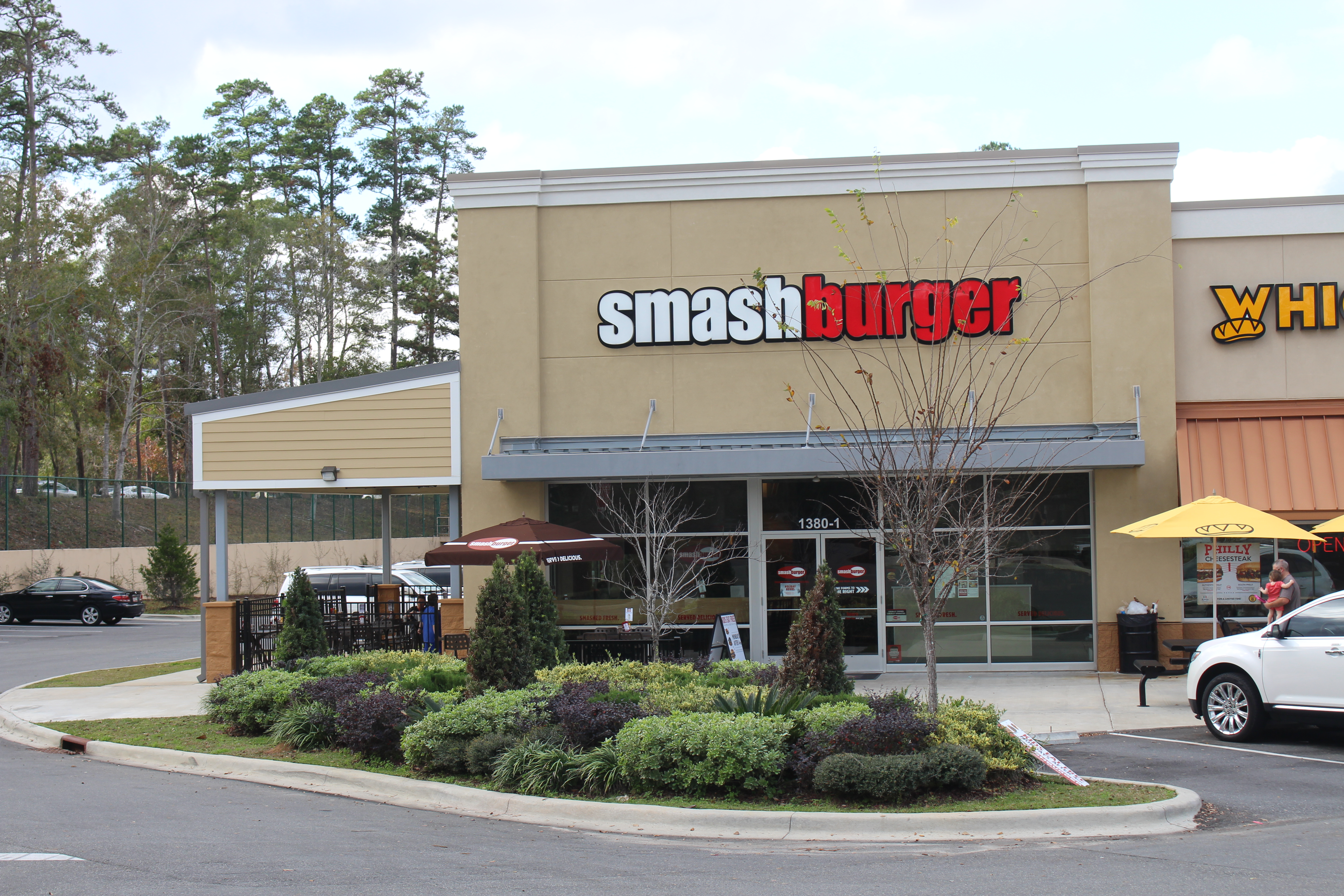
Smash Burger, сеть продуктовых магазинов, принадлежащая JFC, базирующаяся в США.

Jollibee Foods Corporation имеет доли в сетях ресторанов, базирующихся или происходящих за пределами Филиппин, таких как материковый Китай, Тайвань и США.

#### В Большом Китае
В 2004 году Jollibee приобрела китайскую сеть ресторанов быстрого питания Yonghe Dawang за 22,5 миллиона долларов. Jollibee заключила договор о создании совместного предприятия с американской компанией Chow Fun Holdings LLC, разработчиком и владельцем Jinja Bar Bistro в Нью-Мексико, в котором Jollibee приобрела 12 % акций за 950 000 долларов. В 2006 году Jollibee приобрела 70 % тайбэйского ресторана Lao Dong в июне.
На ее рестораны в материковом Китае приходится около 12 % общих продаж компании, в основном через приобретенные ею сети.
В январе 2016 года компания объявила о своем участии в совместном предприятии по открытию 1400 магазинов Dunkin 'Donuts в Китае в течение следующих 20 лет

#### В Соединенных Штатах
В октябре 2015 года Jollibee объявила о приобретении 40-процентной доли в Smashburger в рамках сделки, стоимость американской сети fast-casual бургеров оценивается в 335 миллионов долларов. В декабре 2018 года Jollibee приобрела 100 процентов акций Smashburger, получив полный контроль над американской сетью гамбургеров.
7 сентября 2018 года Jollibee Foods Corporation объявила о приобретении 47 % акций американского мексиканского ресторана Tortas Frontera Рика Бейлесса за 12,4 миллиона долларов.

#### Иностранные бренды на Филиппинах

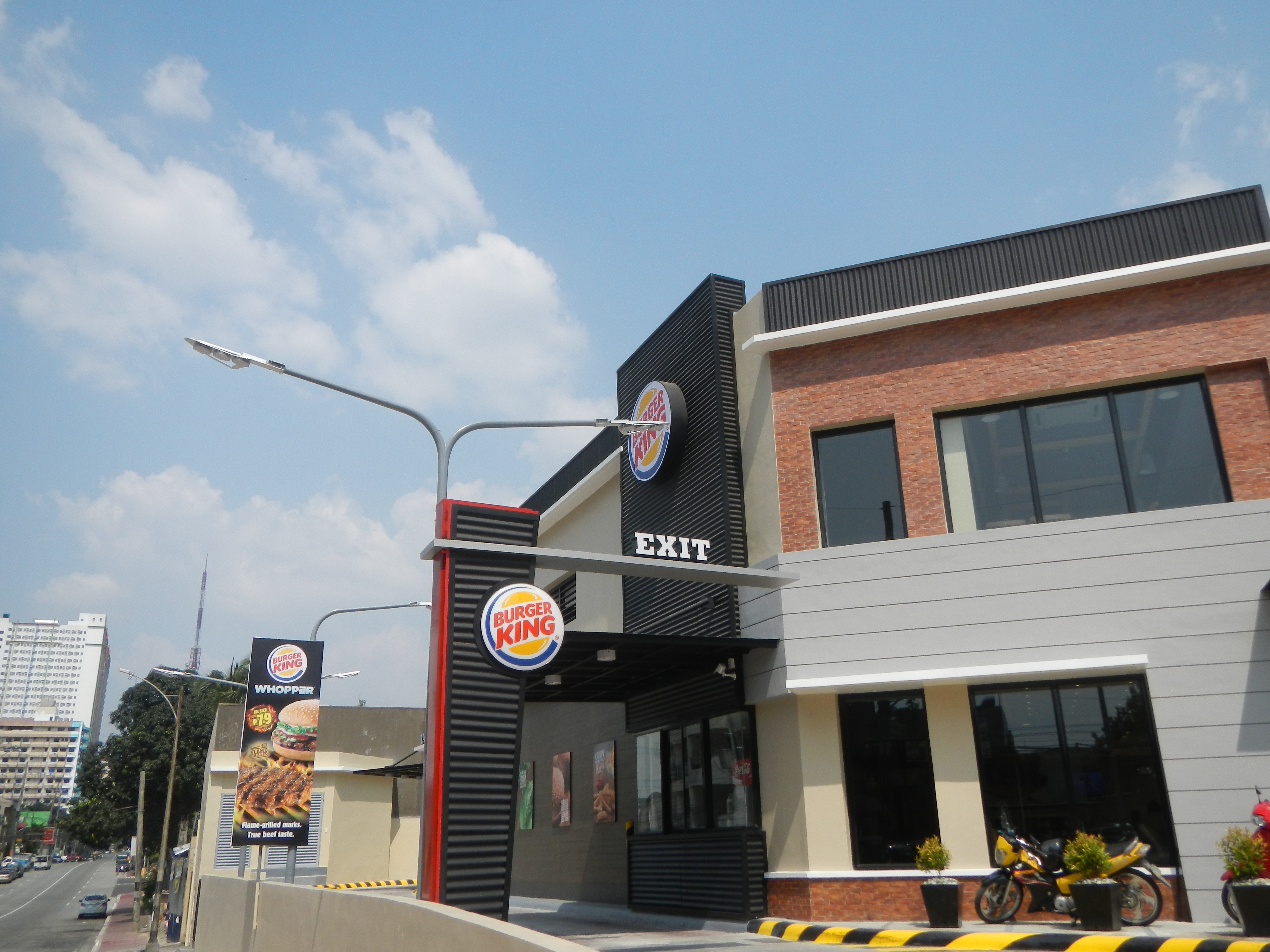
Аутлет Burger King в Кесон-Сити.

В октябре 2011 года Jollibee приобрела 54 % акций BK Titans, Inc., единственного франчайзи Burger King на Филиппинах.

### Запланировано
В сентябре 2017 года сообщалось, что JFC рассматривает возможность подать заявку на приобретение британской транснациональной сети сэндвичей Pret a Manger как минимум за 1 миллиард долларов. Но вместо этого в 2018 году его приобрела компания JAB Holding.

## Трудовая политика
По данным Министерства труда и занятости (DOLE) в мае 2018 года, у Jollibee Foods Corporation наибольшее количество работников, нанятых по программе подряда только для рабочей силы (LOC).